# Pawło Ostapenko
Pawło Jakowycz Ostapenko (ukr. Павло Якович Остапенко, ros. Павел Яковлевич Остапенко, Pawieł Jakowlewicz Ostapienko, ur. 1905 w Juzowce, zm. 12 lipca 1939) – ludowy komisarz spraw wewnętrznych Tadżyckiej SRR (1939).

## Życiorys
Ukrainiec, po ukończeniu 1918 dwuklasowej szkoły pracował m.in. w magazynie, kopalni i fabryce parowozów, 1922-1930 członek Komsomołu, sekretarz fabrycznego kolektywu Komsomołu, później propagandzista kulturowy Komsomołu. Od września 1925 w WKP(b), od kwietnia do listopada 1930 przewodniczący komitetu fabrycznego Związku Metalowców Zakładu im. Kowala, od listopada 1930 do kwietnia 1931 studiował w Wyższej Szkole Ruchu Zawodowego w Charkowie, w której później był pracownikiem naukowym. Od maja do listopada 1931 kierownik wydziału Charkowskiego Zakładu Traktorowego, od października 1933 do lutego 1935 zastępca szefa wydziału politycznego stanicy maszynowo-traktorowej w obwodzie odeskim, od marca 1935 do grudnia 1937 zastępca dyrektora stanicy maszynowo-traktorowej ds. politycznych, od grudnia 1937 do maja 1938 instruktor Wydziału Rolnego Komitetu Obwodowego KP(b)U w Mikołajowie, od maja do grudnia 1938 I sekretarz rejonowego komitetu KP(b)U. Od grudnia 1938 do stycznia 1939 słuchacz kursów NKWD, od stycznia 1939 do śmierci ludowy komisarz spraw wewnętrznych Tadżyckiej SRR, 21 lutego 1939 otrzymał stopień kapitana bezpieczeństwa państwowego.